# Ekrem İmamoğlu
Ekrem İmamoğlu (* 4. června 1970, Akçaabat) je turecký politik a od roku 2019 do svého sesazení roku 2025 istanbulský primátor. Je členem Republikánské lidové strany (CHP). Mezi lety 2014 a 2019 byl starostou istanbulské čtvrti Beylikdüzü.

## Kariéra
Funkce starosty Istanbulu se poprvé ujal 17. dubna 2019, ale již 6. května ústřední volební komise na základě stížnosti poražené strany AKP anulovala volební výsledek a vyhlásila nové volby. V těch však İmamoğlu vyhrál s ještě větším náskokem nad kandidátem AKP Binali Yıldırımem. Kandidaturu Ekrema İmamoğlu podpořily i menší opoziční strany – İyi Parti a HDP.
Je považován za největšího politického oponenta současného tureckého prezidenta Recepa Tayyipa Erdoğana, který byl istanbulským primátorem v letech 1994–1998. İmamoğlu se například staví proti plánu turecké vlády vystavět obří Istanbulský kanál.
Dne 19. března 2025 ho zatkla policie a byl vzat do vazby. Je viněn z korupce nebo napomáhání teroristické organizaci (Strana kurdských pracujících). Istanbulská univerzita, na které vystudoval, mu zároveň odebrala vysokoškolský diplom. Vysokoškolské vzdělání je přitom podmínkou pro to, aby se mohl stát kandidátem na tureckého prezidenta, kterým ho Republikánská lidová strana plánovala oficiálně jmenovat. Jeho zatčení vyvolalo po celé zemi četné protesty. V červenci 2025 byl nepravomocně odsouzen k trestu odnětí svobody v délce trvání 18 měsíců za urážku prokurátora.